# Boală genetică
Bolile genetice reprezintă toate anomaliile care apar ca urmare a dereglării materialului ereditar. Pentru bolile genetice nu este esențial factorul moștenirii maladiei, ci faptul că boala este cauzată de dereglările aparatului ereditar. Bolile genetice includ și boli ereditare.